# Sargé-sur-Braye
Sargé-sur-Braye – miejscowość i gmina we Francji, w Regionie Centralnym, w departamencie Loir-et-Cher.
Według danych na rok 1990 gminę zamieszkiwało 988 osób, a gęstość zaludnienia wynosiła 23 osoby/km² (wśród 1842 gmin Regionu Centralnego Sargé-sur-Braye plasuje się na 400. miejscu pod względem liczby ludności, natomiast pod względem powierzchni na miejscu 140.).